# ドッガー・バンク海戦 (1781年)
ドッガー・バンク海戦（英語: Battle of the Dogger Bank、オランダ語: Slag bij de Doggersbank）は、第四次英蘭戦争中の1781年8月5日、アメリカ独立戦争の一部として北海のドッガーバンク海域で行われた海戦。ハイド・パーカー中将指揮のグレートブリテン王国（イギリス）艦隊とゾウトマン中将指揮のネーデルラント連邦共和国（オランダ）艦隊とが、それぞれ船団護送任務を遂行中に遭遇し、激しい戦いを繰り広げた。

## 戦闘
ネーデルラント連邦共和国（オランダ）が対英同盟に加わったため、グレートブリテン王国（イギリス）政府は、北海での通商を保護するために他方面から艦隊の一部を引き上げるなどのやりくりをせざるを得なかった。ハイド・パーカーには7隻の戦列艦が与えられたが、そのうち旗艦「フォーティテュード」と「バーウィック」の2隻以外は廃棄寸前の老朽艦を急遽再装備したもので、砲数を減らすなどの措置が取られた艦だった。
バルト海から戻る船団を護衛するパーカー提督のイギリス艦隊と、バルト海に向かう船団を護衛するゾウトマン提督のオランダ艦隊は1781年8月5日の朝、ドッガーバンクで遭遇し、ただちに戦闘に突入した。戦闘は昼近くまで続き、双方ともに喪失艦はなかったもののおびただしい死傷者を出した。ゾウトマンは艦隊をまとめるとテッセル島方面に避退した。一方、パーカーは老朽艦に著しい損害が出ていたため、これを追跡することができなかった。

## 戦闘後
オランダ艦隊は船団とともに自国に戻った。オランダは戦勝を祝ったが、オランダ艦隊はその後戦争が終わるまで港を出ようとはしなかった。そして彼らの通商貿易はイギリスの巡航艦（海上を哨戒して敵艦を拿捕または攻撃する軍艦）によって海から一掃されてしまった。
イギリス艦隊は任務を果し、バルト海からの船団を無事本国に連れ帰った。パーカーは勝利を称えられたが、自分の任務のために十分な装備が与えられなかったと考え、堅い辞意を表明した。この戦闘の結果は戦争全体の帰趨には意味のある影響を及ぼさなかった。

## 参戦艦

### グレートブリテン王国艦隊
戦列艦
- バーウィック（Berwick）：74門
- ドルフィン（Dolphin）：44門
- バッファロー（Buffalo）：60門
- フォーティテュード（Fortitude）：74門 - ハイド・パーカー提督旗艦
- プリンセス・アミリア（Princess Amelia）：80門
- プレストン（Preston）：50門
- ビヤンフザン（Bienfaisant）：64門

フリゲート
- ベル・ポール（Belle Poule）
- クレオパトラ（Cleopatra）：32門
- 他3隻

### ネーデルラント連邦共和国艦隊
- Erfprins：54門
- Admiraal Generaal：74門
- アルゴ（Argo）：40門
- バタビア（Batavier）：50門
- アドミラル・デ・ロイテル（Admiraal de Ruijter）：68門 - ゾウトマン提督旗艦
- Admiraal Piet Hein：56門
- ホラント（Holland）：68門
- 他10隻

## 参考資料
- Penrose, John, Lives of Vice-Admiral Sir Charles Vinicombe Penrose, K. C. B., and Captain Trevenen, J. Murray (publisher), Harvard University, 1850
- 『図説・イングランド海軍の歴史』小林幸雄、原書房（2007年）、ISBN 978-4-562-04048-3